# Joseph Truman
Joseph David Truman (Petersfield, 14 febbraio 1997) è un pistard britannico.

## Palmarès

### Pista
- 2015

Campionati britannici, Keirin Junior
Campionati britannici, Chilometro a cronometro Junior
Campionati britannici, Velocità Junior
- 2016

Campionati europei, Velocità a squadre Under-23 (con Jack Carlin e Ryan Owens)
1ª prova Coppa del mondo 2016-2017, Velocità a squadre (Glasgow, con Jack Carlin e Ryan Owens)
2ª prova Coppa del mondo 2016-2017, Velocità a squadre (Apeldoorn, con Jack Carlin e Ryan Owens)
- 2017

Campionati britannici, Velocità
Campionati britannici, Velocità a squadre (con Jack Carlin, Joel Partington e Ryan Owens)
Campionati europei, Velocità a squadre Under-23 (con Jack Carlin e Ryan Owens)
- 2018

Campionati britannici, Chilometro a cronometro
- 2019

Campionati britannici, Velocità
- 2020

Campionati britannici, Keirin
- 2022

Troféu Internacional de Anadia, Keirin
Campionati britannici, Velocità a squadre (con Jack Carlin, Hamish Turnbull e Alistair Fielding)
- 2023

Trofeu Artur Lopes, Velocità
Trofeu Artur Lopes, Keirin

## Piazzamenti

### Competizioni mondiali
- Campionati del mondo su pista

Hong Kong 2017 - Velocità a squadre: 5º
Hong Kong 2017 - Keirin: 8º
Hong Kong 2017 - Chilometro a cronometro: 11º
Apeldoorn 2018 - Velocità a squadre: 2º
Apeldoorn 2018 - Keirin: 19º
Apeldoorn 2018 - Chilometro a cronometro: 12º
Pruszków 2019 - Chilometro a cronometro: 11º
Pruszków 2019 - Velocità: 11º
Roubaix 2021 - Velocità a squadre: 5º
Roubaix 2021 - Keirin: 21º
Roubaix 2021 - Velocità: 15º
Grenchen 2023 - Velocità a squadre: 4º
Grenchen 2023 - Chilometro a cronometro: 4º
Grenchen 2023 - Velocità: 7º
Ballerup 2024 - Velocità: 8º
Ballerup 2024 - Chilometro a cronometro: 3º
Ballerup 2024 - Velocità a squadre: 4º

### Competizioni europee
- Campionati europei su pista

Anadia 2014 - Chilometro a cronometro Junior: 9º
Anadia 2014 - Velocità Junior: 5º
Anadia 2014 - Keirin Junior: 6º
Atene 2015 - Velocità a squadre Junior: 3º
Atene 2015 - Velocità Junior: 5º
Atene 2015 - Keirin Junior: 4º
Montichiari 2016 - Velocità a squadre Under-23: vincitore
Montichiari 2016 - Chilometro a cronometro Under-23: 3º
Montichiari 2016 - Velocità Under-23: 5º
Montichiari 2016 - Keirin Under-23: 7º
Saint-Quentin-en-Yvelines 2016 - Chilometro a cronometro: 5º
Saint-Quentin-en-Yvelines 2016 - Velocità a squadre: 2º
Saint-Quentin-en-Yvelines 2016 - Velocità: 8º
Saint-Quentin-en-Yvelines 2016 - Keirin: 6º
Anadia 2017 - Velocità a squadre Under-23: vincitore
Anadia 2017 - Chilometro a cronometro Under-23: 2º
Anadia 2017 - Velocità Under-23: 3º
Anadia 2017 - Keirin Under-23: 11º
Berlino 2017 - Chilometro a cronometro: 6º
Berlino 2017 - Velocità a squadre: 6º
Berlino 2017 - Keirin: 13º
Glasgow 2018 - Chilometro a cronometro: 10º
Glasgow 2018 - Keirin: 9º
Apeldoorn 2019 - Velocità: 6º
Grenchen 2021 - Velocità a squadre: 4º
Grenchen 2021 - Velocità: 12º
Grenchen 2021 - Keirin: 19º
Grenchen 2023 - Chilometro a cronometro: 4º
Grenchen 2023 - Velocità a squadre: 2º
Apeldoorn 2024 - Chilometro a cronometro: 4º
- Giochi europei

Minsk 2019 - Keirin: 10º